# Dinilysia
Dinilysia är ett släkte ormliknande kräldjur som levde under slutet av krita. Fossil från Dinilysia har påträffats i Sydamerika.
Dinilysia blev omkring 1,8 meter lång. Den påminner mycket om moderna boaormar och pytonormar. De hade dock rudimentära lemmar på kroppen. Vissa av dess moderna släktingar har ibland rudimentära bakben, men de främre är idag helt försvunna. Troligen fångade den små djur på samma sätt som sina modernare släktingar genom att slingra sig omkring dem och kväva dem till döds.
Den enda kända arten är Dinilysia patagonica.